# بيترو باور
بيترو باور (بالألمانية: Simone Bauer)‏ هي مبارزة بالسيف ألمانية، ولدت في 12 نوفمبر 1973 في فرتهايم آم ماين في ألمانيا.

## وصلات خارجية
- بيترو باور على موقع الاتحاد الدولي للمبارزة (الإنجليزية)
- بيترو باور على موقع أوليمبيديا (الإنجليزية)